# 60–90 Trongate

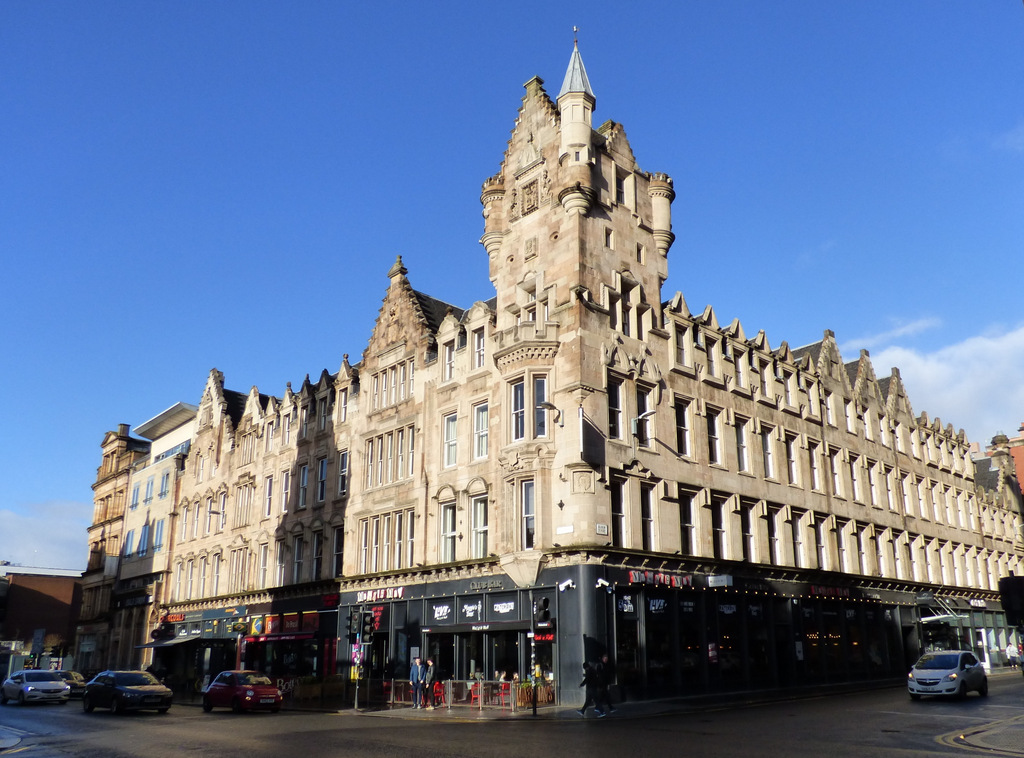
60–90 Trongate

Unter der Adresse 60–90 Trongate in der schottischen Stadt Glasgow befindet sich ein Geschäftsgebäude. 1970 wurde das Gebäude als Einzeldenkmal in die schottischen Denkmallisten in der Kategorie B aufgenommen. Die Hochstufung in die höchste Denkmalkategorie A erfolgte 1998.

## Geschichte
Auftraggeber war die City of Glasgow Bank, die dort eine Zweigstelle sowie Büroräume unterhielt. Für den Entwurf zeichnet der schottische Architekt John Thomas Rochead verantwortlich. Heute beherbergt das Gebäude Ladengeschäfte, Büro- und Lagerräume.

## Beschreibung
Es handelt sich um das Eckhaus zwischen Albion Street und Trongate am Ostrand des Glasgower Stadtzentrums. Das imposante dreistöckige Gebäude ist im Scottish-Baronial-Stil ausgestaltet. Die Fassade entlang dem Trongate ist asymmetrisch aufgebaut. Die flächigen Schaufenster entlang des Erdgeschosses sind neueren Datums. Die teils gekuppelten Fenster bekrönen durchlaufende, teils segmentbogige, teils eckige Gesimse. Die Fassade schließt mit verschiedenartigen Zwerchgiebeln verschiedener Weiten. Die längere, symmetrisch aufgebaute Fassade entlang der Albion Street ist 24 Achsen weit. Sie ist analog ausgestaltet. Markant ist der an ein Tower House erinnernde fünfstöckige Turm an der Gebäudekante. Er ist mit Lukarnen und Ecktürmchen gestaltet. Das aufsitzende Satteldach schließt mit Stufengiebeln ab.